# El Roble, Tamaulipas
El Roble är en ort i Mexiko.   Den ligger i kommunen Güémez och delstaten Tamaulipas, i den centrala delen av landet, 500 km norr om huvudstaden Mexico City. El Roble ligger 268 meter över havet och antalet invånare är 482.
Terrängen runt El Roble är varierad. Runt El Roble är det ganska tätbefolkat, med 160 invånare per kvadratkilometer. Närmaste större samhälle är Graciano Sánchez, 8,7 km söder om El Roble. Omgivningarna runt El Roble är en mosaik av jordbruksmark och naturlig växtlighet.